# (58191) Dolomiten
(58191) Dolomiten (1991 YN1) – planetoida z grupy pasa głównego asteroid okrążająca Słońce w ciągu 3,45 lat w średniej odległości 2,28 j.a. Odkryta 28 grudnia 1991 roku.